# Răzvan Cociș
Răzvan Vasile Cociș [rezvan kočiš] (* 19. února 1983, Kluž, Rumunsko) je rumunský fotbalový záložník a bývalý reprezentant, který aktuálně hraje v americkém klubu Chicago Fire v Major League Soccer. Na svém kontě má 50 zápasů za rumunskou fotbalovou reprezentaci.

## Klubová kariéra
Mimo Rumunska hrál v Moldavsku, Rusku, Saúdské Arábii, USA a na Ukrajině.

## Reprezentační kariéra
Cociș odehrál za rumunský mládežnický výběr U21 celkem 12 zápasů a vstřelil 4 góly.
V rumunském reprezentačním A-mužstvu debutoval 17. 8. 2005 pod trenérem Victorem Pițurcou v kvalifikačním zápase proti týmu Andorry (výhra 2:0). Celkem odehrál v letech 2005–2013 za rumunský národní tým 50 utkání, v nichž dvakrát skóroval do sítě soupeřů.
Zúčastnil se Mistrovství Evropy 2008 v Rakousku a Švýcarsku (Rumunsko obsadilo nepostupové třetí místo ve „skupině smrti“ – základní skupině C).